# Кроншлотский 200-й пехотный полк
200-й пехотный Кроншлотский полк — пехотная воинская часть Русской императорской армии.
Старшинство: 16 мая 1803 года.
Полковой праздник: 30 августа, Перенесение мощей св. Благоверного и Великого Князя Александра Невского.

## История
Полк был составлен в 1910 г. из двух частей.
Старейшая из этих частей — 2-й Кронштадтский крепостной пехотный полк — вела своё начало с 16 мая 1803 г., когда был сформирован Петровский мушкетёрский полк, переименованный 22 февраля 1811 г. в Петровский пехотный полк и усиленный 28 января 1833 г. двумя с половиной батальонами 45-го егерского полка (происходящего из пехотного Николая фон-Вердена полка, образованного 25 июля 1700 г.). 3 июля 1835 г. из 4, 5, 6 и 10-й рот Петровского полка был сформирован Финляндский линейный № 4 батальон, названный 17 октября 1854 г. Финляндским линейным № 2 батальоном, а 24 сентября 1856 г. 2-м Кронштадтским линейным батальоном. 13 апреля 1863 г. этот батальон поступил на сформирование 2-го батальона Кронштадтского крепостного полка, а 13 декабря 1874 г., по расформировании этого полка, был вновь выделен и образовал 2-й Кронштадтский крепостной батальон. 31 авг. 1878 г. батальон был назван 6-м резервным пехотным (кадровым) батальоном и 10 марта 1889 г. вновь 2-м Кронштадтским крепостным пехотным батальоном. 23 февраля 1906 г. батальон был переформирован во 2-й Кронштадтский крепостной пехотный полк.
Другая составная часть 200-го пехотного Кроншлотского полка — 200-й пехотный резервный Ижорский полк, ведет начало от Динабургского крепостного батальона, сформированного 4 декабря 1863 г. и последовательно переформированного в двухбатальонный Динабургский крепостной пехотный полк (в 1864 г.) и в четырёхбатальонные 1-й и 2-й Динабургские крепостные полки (в 1877 г.). В том же 1877 году, 4 августа, 3-й батальон 1-го полка составил отдельный 49-й резервный пехотный батальон, наименованный 10 октября 1878 г. 8-м резервным пехотным (кадровым) батальоном, а 25 марта 1891 г. — Ижорским резервным батальоном. 3 января 1897 г. батальон был переформирован в 210-й пехотный резервный Ижорский полк, получивший 26 мая 1899 г. № 200-й.
20 февраля 1910 г. из 2-го Кронштадтского крепостного пехотного и 200-го пехотного резервного Ижорского полков, соединённых вместе, был образован 200-й пехотный Кроншлотский полк.
200-й пехотный Кроншлотский полк входил в 50-ю пехотную дивизию и дислоцировался в г. Кронштадте Петергофского уезда Санкт-Петербургской губернии.
Полк имеет простое знамя, с юбилейной Александровского лентой, пожалованное 16 мая 1903 г. 2-му Кронштадтскому крепостному батальону.

## Командиры полка
- 24.08.1898 — 31.10.1899 — полковник Болотов, Владимир Васильевич (2-го Кронштадтского крепостного пехотного батальона)
- 31.10.1899 — ? — полковник Соколовский, Николай Васильевич (2-го Кронштадтского крепостного пехотного батальона)
- 27.11.1908 — 02.08.1910 — полковник Ерехович Пётр Александрович (2-го Кронштадтского крепостного пехотного полка)
- 02.08.1910 — 23.02.1913 — полковник Ерехович Пётр Александрович
- 23.02.1913 — после 01.03.1914 — полковник Энвальд, Михаил Васильевич
- хх.хх.1914 — 29.10.1915 — полковник Михайлов, Николай Иванович
- 17.12.1915 — 13.05.1917 — полковник Кукуран, Владимир Васильевич
- 13.05.1917 — хх.хх.1917 — полковник Плахов, Николай Иванович